# Бородкин, Василий Сергеевич
Василий Сергеевич Бородкин (1883 ― 1944) ― русский советский живописец-миниатюрист.

## Биография
Родился в семье художника Сергея Ивановича Бородкина (1850―1938?). С 1910 года вместе со своим отцом стал одним из первых мастеров в Федоскинской артели живописцев, где занимался росписью различных изделий из папье-маше. Артель была образована в 1910 году в деревне Семенищево благодаря финансовой поддержке промышленника Саввы Морозова и земства. Продукция артели очень быстро приобрела популярность, её мастера стали получать заказы из Петербурга и из-за рубежа.
Хотя в революционные годы половина федоскинских живописцев отправилась воевать, сам Василий Бородкин продолжил работать в артели до 1941 года. В 1923 году на первой Всероссийской сельскохозяйственной и кустарно-промышленной выставке объединение мастеров было удостоено диплома первой степени, а за сохранение своего производства в годы революции и Гражданской войны ― ещё и диплома признательности. Однако в 1920-е годы в артель на работу начали принимать мастеров из  других мастерских, которые не владели техникой федоскинского письма ― что привело к снижению качества выпускаемой продукции. Бородкин оставался одним из немногих мастеров старой закалки.
Скончался в 1944 году.